# Supercopa Argentina 2013
La Supercopa Argentina 2013 fue la segunda edición de este certamen. La jugaron el campeón del Campeonato de Primera División 2012-13 y el vencedor de la Copa Argentina 2012-13, en un partido disputado el 31 de enero de 2014 en el estadio Provincial Juan Gilberto Funes, de la ciudad de La Punta, provincia de San Luis.
El ganador fue el Club Atlético Vélez Sarsfield, que obtuvo así la primera copa nacional de su historia.

## Equipos clasificados
| Vélez Sarsfield | Campeón del Campeonato de Primera División 2012-13 |
| Arsenal         | Campeón de la Copa Argentina 2012-13               |

## Partido
| 31 de enero de 2014, 21:10 (UTC-3) | Vélez Sarsfield | 1:0 (0:0) | Arsenal | Estadio Juan Gilberto Funes, La Punta |                                |
|                                    | Canteros 59'    |           |         | Árbitro(s): Fernando Rapallini        | Árbitro(s): Fernando Rapallini |

### Ficha
| 13         | POR        | Sebastián Sosa      |       |
| 5          | DEF        | Fabián Cubero       |       |
| 6          | DEF        | Sebastián Domínguez |       |
| 2          | DEF        | Fernando Tobio      |       |
| 3          | DEF        | Emiliano Papa       |       |
| 21         | MED        | Agustín Allione     |       |
| 29         | MED        | Lucas Romero        |       |
| 8          | MED        | Héctor Canteros     | 77'   |
| 11         | MED        | Ariel Cabral        |       |
| 9          | DEL        | Mauro Zárate        | 90+1' |
| 12         | DEL        | Lucas Pratto        |       |
| Entrenador | Entrenador | José Oscar Flores   |       |

| 17         | POR        | Cristian Campestrini |     |
| 4          | DEF        | Hugo Nervo           |     |
| 2          | DEF        | Mariano Echeverría   |     |
| 6          | DEF        | Diego Braghieri      |     |
| 15         | DEF        | Damián Pérez         |     |
| 23         | MED        | Ramiro Carrera       | 70' |
| 13         | MED        | Matías Zaldivia      | 63' |
| 5          | MED        | Iván Marcone         |     |
| 19         | MED        | Nicolás Aguirre      | 19' |
| 18         | DEL        | Milton Caraglio      |     |
| 9          | DEL        | Julio Furch          |     |
| Entrenador | Entrenador | Gustavo Alfaro       |     |

| 33 | DEL | Jorge Correa     | 77'   |
| 24 | DEL | Federico Vázquez | 90+1' |

| 10 | MED | Martín Rolle    | 19' |
| 20 | MED | Franco Zuculini | 63' |
| 21 | MED | Jonathan Gómez  | 70' |

| Anotado | 59' | Héctor Canteros | 1-0 |

| Árbitro             | Fernando Rapallini |
| Árbitros asistentes | Ernesto Uziga      |
| Árbitros asistentes | Diego Romero       |
| Cuarto árbitro      | Andrés Merlos      |

| 13         | POR        | Sebastián Sosa      |       |
| 5          | DEF        | Fabián Cubero       |       |
| 6          | DEF        | Sebastián Domínguez |       |
| 2          | DEF        | Fernando Tobio      |       |
| 3          | DEF        | Emiliano Papa       |       |
| 21         | MED        | Agustín Allione     |       |
| 29         | MED        | Lucas Romero        |       |
| 8          | MED        | Héctor Canteros     | 77'   |
| 11         | MED        | Ariel Cabral        |       |
| 9          | DEL        | Mauro Zárate        | 90+1' |
| 12         | DEL        | Lucas Pratto        |       |
| Entrenador | Entrenador | José Oscar Flores   |       |

| 17         | POR        | Cristian Campestrini |     |
| 4          | DEF        | Hugo Nervo           |     |
| 2          | DEF        | Mariano Echeverría   |     |
| 6          | DEF        | Diego Braghieri      |     |
| 15         | DEF        | Damián Pérez         |     |
| 23         | MED        | Ramiro Carrera       | 70' |
| 13         | MED        | Matías Zaldivia      | 63' |
| 5          | MED        | Iván Marcone         |     |
| 19         | MED        | Nicolás Aguirre      | 19' |
| 18         | DEL        | Milton Caraglio      |     |
| 9          | DEL        | Julio Furch          |     |
| Entrenador | Entrenador | Gustavo Alfaro       |     |

| 33 | DEL | Jorge Correa     | 77'   |
| 24 | DEL | Federico Vázquez | 90+1' |

| 10 | MED | Martín Rolle    | 19' |
| 20 | MED | Franco Zuculini | 63' |
| 21 | MED | Jonathan Gómez  | 70' |

| Anotado | 59' | Héctor Canteros | 1-0 |

| Árbitro             | Fernando Rapallini |
| Árbitros asistentes | Ernesto Uziga      |
| Árbitros asistentes | Diego Romero       |
| Cuarto árbitro      | Andrés Merlos      |

| Estadísticas       | Vélez Sarsfield | Arsenal |
| ------------------ | --------------- | ------- |
| Tiros              | 10              | 14      |
| Tiros al arco      | 6               | 6       |
| Faltas             | 5               | 11      |
| Tiros de esquina   | 7               | 3       |
| Posesión del balón | 58%             | 42%     |
| Penales            | 0               | 0       |
| Fueras de juego    | 2               | 0       |